# Vilma Díaz
Vilma Stella Díaz Arboleda (Medellín, Colombia, 31 de mayo de 1963) es una cantante de cumbia, balada-pop, vallenato, música tropical y música cristiana quien es conocida artísticamente como "Vilma Díaz - La diva de La Cumbia". La mayor parte de su carrera artística la ha dedicado a la interpretación del género de cumbia, ritmo colombiano contagioso y alegre con gran aceptación en todos los rincones del planeta por lo cual millones de sus seguidores lo bailan diariamente.

## Biografía
Nace como segunda hija de Efraín Díaz y Clariza Arboleda. Su padre, quién fuera también cantante y guitarrista del legendario trío "Los Marinos" de la ciudad de Medellín, fue quién la influenció en los caminos de la música. Vilma inicialmente cantaba en reuniones familiares y de los vecindarios del barrio de su juventud y así fue incorporándose cada día más al medio artístico de Medellín su ciudad natal en donde vivió toda su adolescencia.
Estudió enfermería en la ciudad de Medellín en donde a la edad de 27 años obtuvo el título como enfermera y paralelamente mantenía sus sueños puestos en la música.

## Inicios profesionales
Antes de ingresar a formar parte de “La Sonora Dinamita”, en 1987, Vilma fue llamada a los estudios de grabación de Discos Fuentes, en la ciudad de Medellín para trabajar inicialmente en una producción que se grabaría a ritmo “balada pop”. En 1988 grabó los primeros temas de cumbia con “La Sonora Dinamita”, agrupación que ya para ese entonces había logrado alcanzar popularidad en Colombia y en varios países de habla hispana, especialmente México, en donde este ritmo logró una popularidad inconmensurable. En este mismo año graba dos temas musicales "El Desamor”  y "Ya Para Qué", temas que con el pasar de los años se han convertido en clásicos de “La Sonora Dinamita”. 
En 1989 y ya siendo parte del elenco artístico como cantante de grabaciones y gracias también a la buena aceptación del público por estos dos primeros temas musicales, Vilma es invitada a formar parte como artista de presentaciones y así convertirse oficialmente en vocalista de “La Sonora Dinamita”, en donde tiene la oportunidad de recorrer el mundo entero con la agrupación la que en ese entonces operaba en dos sedes, Medellín y Los Ángeles, desde donde se iniciaban cientos de incansables giras artísticas. 
En el año 1993 graba el tema "Escándalo", que inmediatamente ocupó los primeros lugares de sintonía, que años más tarde se convirtió en otro clásico de los ritmos tropicales, por lo cual Vilma comenzó a ser reconocida artísticamente por la comunidad internacional como "La diva de La Cumbia". 
En 1994 se decidió dar por terminado el contrato de  “La Sonora Dinamita”, agrupación que era conducida por el empresario peruano Iquique Vargas Machuca, bajo la dirección musical de Julio Ernesto Estrada, alias Fruko, director también de Fruko y sus Tesos. Fue entonces que la misma agrupación adoptó el nombre de "La Internacional Sonora Show", en donde Vilma continuó su carrera artística como cantante hasta el año 2004.
En 2004, Iquique Vargas quien era el padre de sus hijos, su representante y gerente de la agrupación, muere debido a un cáncer pulmonar, por lo que la artista decide hacer una pausa. 
En el 2015 vuelve a ser llamada para ser cantante líder de "La Sonora Dinamita" hasta la actualidad.